# Humphrey Searle
Humphrey Searle (26. august 1915 i Oxford, England – 12. maj 1982) var en engelsk komponist.
Searle studerede først hos komponisten John Ireland på Royal college of Music i London.
Fik et scholarship og tog til Wien i et halvt år, for at studerer hos Anton Webern.
Han komponerede i Seriel stil, og Weberns indflydelse blev en afgørende faktor for hans stil.
Han har komponeret 5 symfonier, hvoraf den 1 symfoni blev indspillet af dirigenten Adrian Boult. Har også skrevet orkesterværker, kammermusik, operaer, korværker, balletmusik, sange etc.

## Udvalgte værker
- Symfoni nr. 1 (1953) - for orkester
- Symfoni nr. 2 (1956–1958) - for orkester
- Symfoni nr. 3 (1959–1960) - for orkester
- Symfoni nr. 4 (1961–1962) - for orkester
- Symfoni nr. 5 (1964) - for orkester
- Sinfonietta (1968–1969) - for orkester
- "Labyrint" (1971) - for orkester
- 2 Klaverkoncerter (1944, 1955) - for klaver og orkester
- "Digt" (1950) - for 22 strygere
- "Den store påfugl" (1957–1958) - ballet
- "En gal mands dagbog" (1958) - opera
- "Intermezzo" (1946) - for 11 instrumenter